# 格拉芬莱茵费尔德
格拉芬莱茵费尔德是德国巴伐利亚州的一个市镇。总面积11.35平方公里，总人口3347人，其中男性1684人，女性1663人（2011年12月31日），人口密度295人/平方公里。